# Родопски крем
Родопски крем (Lilium rhodopeum) е растение от семейство Кремови, което се среща само в планината Родопи.
Луковицата на растението е светложълта на цвят и дълга от 3,5 до 4,5 cm. Вирее само в Родопите на височина до 2100 m. Цъфти през юни и юли, а дължината на наземната част е 80-120 cm.
Родопският крем е определен през 1984 г. като рядко и защитено растение на територията на България.